# Voodoo

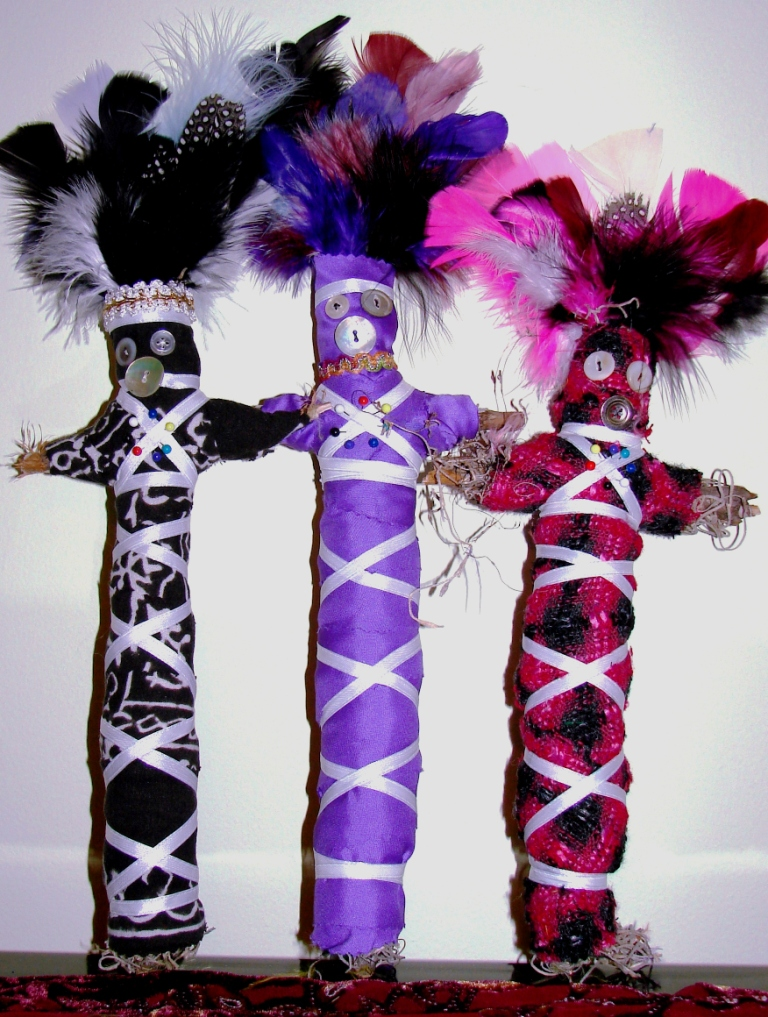
Voodoo-poppen

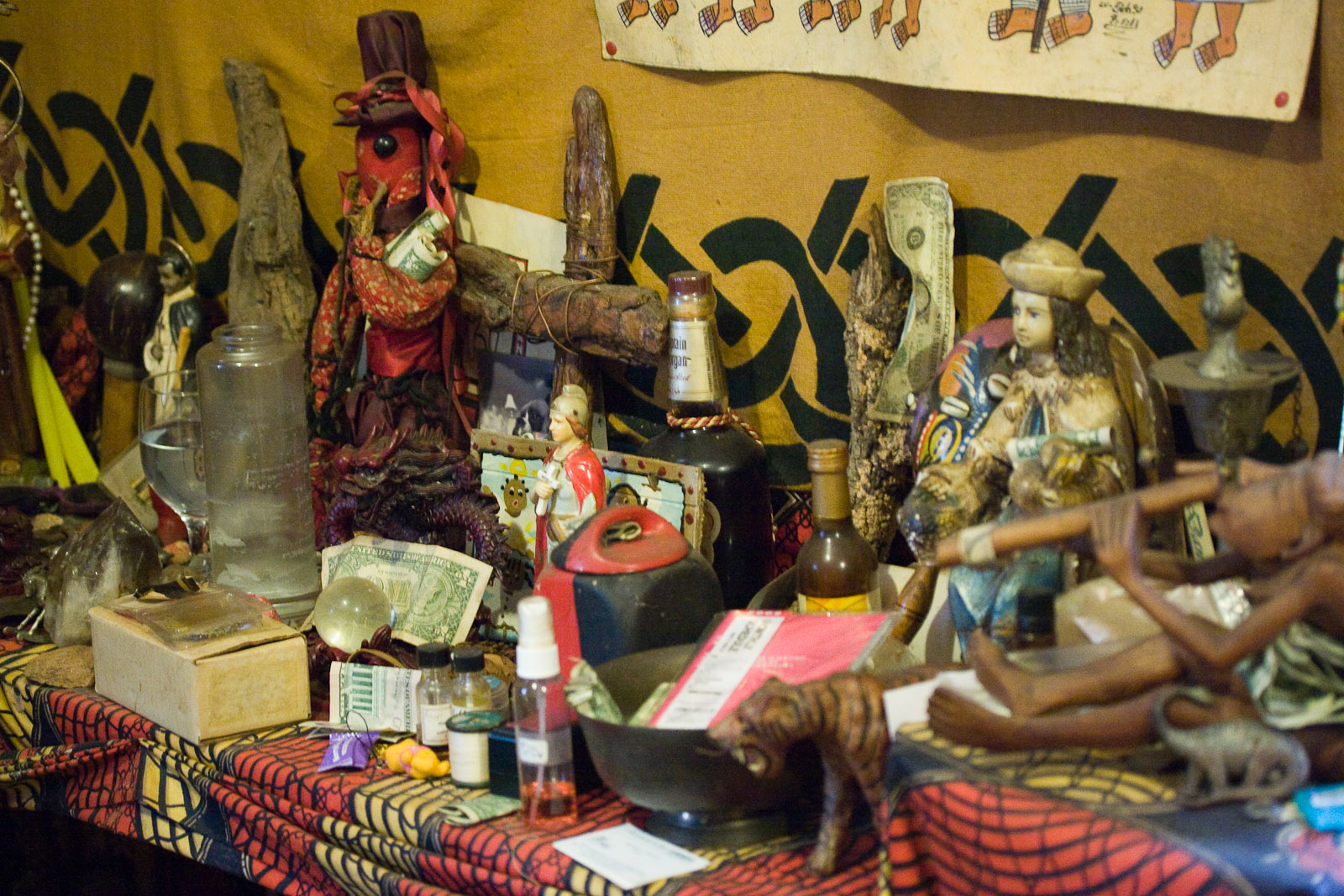
Altaar in New Orleans

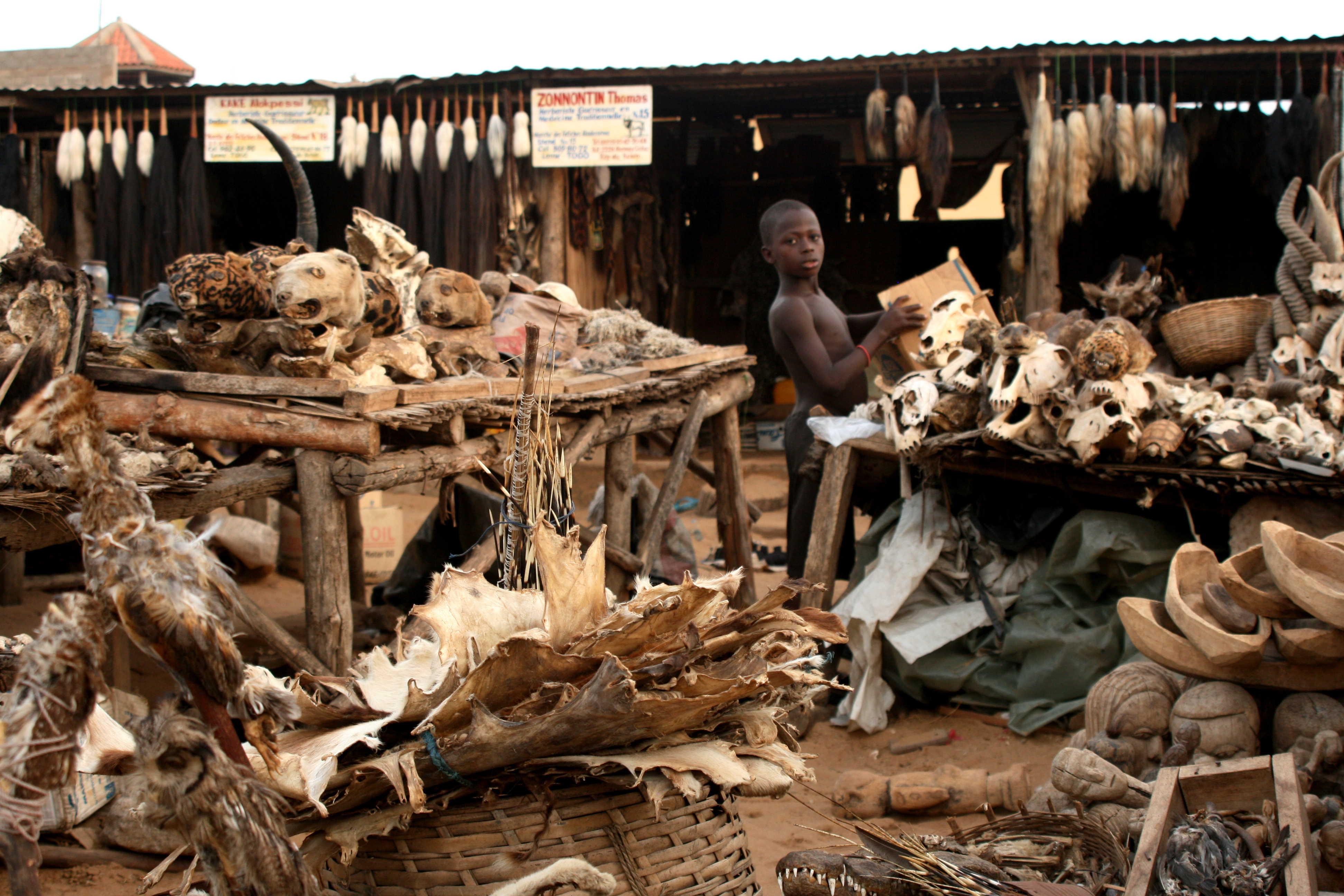
Voodoomarkt in Lomé (Togo)

Veve van Papa Legba

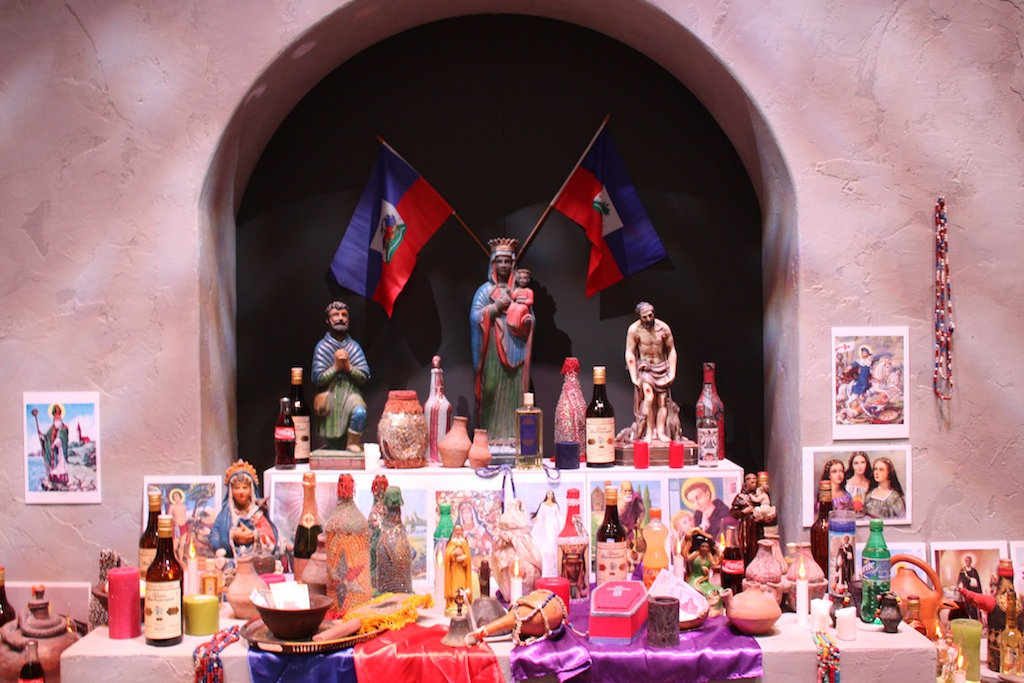
Altaar met veel Christelijke elementen (Wereldmuseum Amsterdam)

Voodoo is een Engels/Amerikaanse naam voor de Haïtiaanse religie vodou (spreek uit als voedoe). Het wordt tegenwoordig gebruikt voor alles wat met occulte religies te maken heeft, ook in Nederland als zodanig gebruikt en geschreven.
De naam voodoo is na 1932 algemeen bekend geworden door de eerste Amerikaanse horrorfilms met als basis de occulte religies in Zuid-Amerika, in het bijzonder op Haïti.

## Geschiedenis
Vanaf het begin van de 16e eeuw zijn door de slavenhandel van West-Afrika naar West-Indië verschillende Afrikaanse religies met elkaar vervlochten. Vooral na de vrede van Rijswijk in 1697 en het ontstaan van Saint-Domingue (nu Haïti) zijn veel slaven uit het Franse deel van Afrika naar Saint-Domingue vervoerd en is door Franse invloeden de naam Vodou ontstaan. Men veronderstelt dat het afkomstig is van vaudou en/of vous deux, dat eenvoudig gezegd "twee" betekent, wat duidt op de twee kanten van de vodousamenleving "het goede en slechte" maar ook "een God en de mens".
De Afrikaanse religies zijn door de trans-Atlantische slavenhandel in de Verenigde Staten beland, waardoor steeds vaker de Amerikaanse schrijfwijze werd gebruikt. Een groot aantal voormalige slaven heeft zich mede door de Amerikaanse Burgeroorlog gevestigd in Louisiana, dat de bakermat van de Amerikaanse voodoo is. De meest zuivere vorm van vodou op het Amerikaanse continent wordt in Haïti geëerbiedigd.
De naamgeving is zeer verwarrend omdat er bij de slaventransporten verschillende landen betrokken waren en de slaven uit verschillende delen van Afrika werden gehaald. Door deze verschillen is ook de Creoolse taal ontstaan die door de slaven werd aangeleerd en nog steeds wordt gesproken.
Andere oorzaken van de verwarring zijn de kerstening door de kolonisten, waardoor de religies nieuwe vormen hebben aangenomen om het bestaan ervan te kunnen continueren. Ook was dit het geval door de plaatselijke omstandigheden, omdat sommige originele attributen niet aanwezig waren.
Door de veranderde situatie zijn nieuwe vormen van belijden van de voodoo religie geboren en nieuwe namen ontstaan. Hierdoor is het mogelijk dat verschillende namen voor dezelfde religie worden gebruikt en de betreffende geesten worden verwisseld of van naam zijn veranderd.
Het is wél duidelijk dat de naam vodou in Haïti is ontstaan door Franse invloeden en daarna in Amerika de naam voodoo heeft gekregen.
Enkele andere voodoo religies op het Amerikaanse continent zijn Santería op Cuba, winti in Suriname en Candomblé in Brazilië.
Er zijn enkele landen die voodoo als officiële religie hebben, zoals de staat Benin waar op 10 januari de voodoodag wordt gevierd. In Benin en in het buurland Togo zijn voodookloosters te vinden. Haïti heeft sinds 2003 vodou als officiële religie ingevoerd.
Door de Amerikaanse filmindustrie zijn vanaf 1932 verschillende horrorfilms gemaakt zoals White Zombie, waardoor de naam voodoo algemeen is geworden.
- Zie ook Lijst van religies en spirituele tradities

## Rituelen
Offerrituelen spelen een centrale rol in het leven van een voodoogemeenschap. Dagelijks worden kleine hoeveelheden voedsel, tabak of rum geofferd. Er worden speciaal voor dit doel gemaakte voorwerpen gebruikt, zoals kalebassen en schalen en figuren van aardewerk. Deze worden niet alleen aangewend om de geesten te voeden, ze dienen tegelijkertijd ook als hun tijdelijke behuizing waardoor hun krachten gebruikt kunnen worden. Door te putten uit dit reservoir van krachten zou de mens zijn leven een gunstige wending kunnen geven.
Bij belangrijke voodooceremonies is een priester (soms houngan genoemd) aanwezig en wordt er gebruikgemaakt van muziek door middel van drie of vier trommels en kunnen dieren worden geofferd. Het is hierbij de bedoeling dat een geest gebruikmaakt van iemands lichaam om zo duidelijk te maken welke hij of zij is, waardoor de persoon in trance raakt of bezeten wordt.
Het bekendste voorwerp is de voodoopop, maar deze wordt in werkelijkheid niet veel gebruikt. Een voodoopop kan twee functies vervullen. Als afbeelding van de geest stelt hij de god of geest voor waartoe gebeden wordt. De pop kan ook een bepaald persoon uitbeelden waarvoor genezing of een beter lot gevraagd wordt. Bij de magische rituelen van de hoodoo zou iemand met een voodoopop kunnen worden vervloekt door de pop te verbranden, te doorboren of in een kistje te begraven.

## Loa's
Binnen de voodoogemeenschap worden verschillende Loa's onderscheiden. Een Loa is een geest of godheid met bijzondere krachten. Meestal richt een gemeenschap zich op een van de meer dan tweehonderd Loa's. Elke Loa heeft een symbool dat een veve wordt genoemd. Bekende Loa's zijn:
- Baron Samedi, de Loa van de dood. Hij wordt aangeroepen om te voorkomen dat iemand zal sterven.
- Papa Legba, de Loa van het hiernamaals. Via hem wordt gecommuniceerd met de doden.

## Hoodoo
Voodoo kent ook een magische kant die hoodoo genoemd wordt. Hierbij worden voorouders en of geesten opgeroepen om zieken te genezen, macht uit te oefenen of de toekomst te voorspellen. Hierbij kent men een onderscheid tussen witte- en zwarte hoodoo. Bij zwarte hoodoo is sprake van zwarte magie. De grens tussen hoodoo en voodoo is nog weleens erg vaag.

## Verwante onderwerpen
- Candomblé (Brazilië)
- Vodou (Haïti)
- Santeria (Cuba)
- Winti (Suriname)
- Yorubareligie
- Hoodoo
- Palo Monte
- Magie
- geesten

## Schrijfwijze in diverse talen
| Duits             | Voodoo |
| Engels            | voodoo |
| Frans             | Vaudou |
| Haïtiaans Creools | vodou  |
| Italiaans         | vudú   |
| Nederlands        | voodoo |
| Portugees         | vudu   |
| Spaans            | vodú   |